# Big Play
Als Big Play wird im American Football ein besonderer Spielzug oder eine besondere Spielsituation bezeichnet. Der Begriff findet hierbei je nach Definition uneinheitliche Verwendung. 
Einerseits wird Spielzug als Big Play gewertet, wenn die angreifende Mannschaft (Offense) durch ihn einen relativ großen Raumgewinn erzielt. Wo hierbei nach einigen Quellen mehr als 10 Yards durch einen Laufspielzug oder mehr als 16 Yards durch einen Passspielzug erreicht werden müssen, setzen andere bei Pässen eine Länge von 20 oder mehr Yards voraus. Wieder andere Quellen legen eine Passlänge von über 25 Yards zugrunde. An anderer Stelle werden sowohl für Lauf- als auch für Passspielzüge Entfernungen von jeweils 20 Yards vorausgesetzt, um von einem Big Play sprechen zu können.
Abgesehen vom Aspekt des Raumgewinns finden sich hingegen auch Erklärungen, die ein Big Play allgemeiner als Spielzug beschreiben, der zu Spielwenden oder gar zur Spielentscheidung führt. Andere Erklärungen verstehen Big Plays als besondere Spielsituationen wie z. B. ein Wechsel des Angriffsrechts (Turnover) durch ein Abfangen des Footballs (Interception) oder Fallenlassen des Footballs durch den ballführenden Spieler (Fumble) oder aber ein Tackle des gegnerischen Quarterbacks (Sack).
Einige ehemalige Footballspieler definieren Big Plays hingegen als Spielzüge mit besonderem Touchdown-Potenzial. Andere Quellen setzen das Vorhandensein eines solchen Touchdowns als Bedingung für ein Big Play voraus.

## Beispiele fürBig Plays
- Interception von Malcolm Butler im Super Bowl XLIX
- Hail Mary Pass von Aaron Rodgers im Miracle in Motown.[17]